# 아이소말톨
아이소말톨은 녹말의 효소 분해로 얻어지는 천연 퓨란이다. 아이소말톨은 또한 당의 열적 분해(캐러맬화)로 얻어지는 빵 껍질의 향료 요소이다.
아이소말톨은 아미노산과 환원당으로부터 메일라드 반응을 거친 뒤 얻어진다.

## 같이 보기
- 말톨